# Алтишево-Люльський
Алтише́во-Лю́льський (рос. Алтышево-Люльский, чув. Алтышево-Люльски) — селище у складі Алатирського району Чувашії, Росія. Входить до складу Атратського сільського поселення.
Населення — 12 осіб (2010; 28 у 2002).
Національний склад:
- мордвини — 68 %
- росіяни — 28 %